# Bitwa pod Hiritu

Mapa imperium nowoasyryjskiego

Bitwa pod Hiritu – bitwa do której doszło w 652 roku p.n.e. w pobliżu babilońskiego miasta Hiritu. Starły się w niej wojska asyryjskiego króla Aszurbanipala z wojskami jego zbuntowanego brata Szamasz-szuma-ukina, króla babilońskiego. 
Po śmierci asyryjskiego króla Asarhaddona w 669 roku p.n.e. zgodnie z jego wolą tron asyryjski objął jego syn Aszurbanipal, natomiast na tronie babilońskim zasiadł drugi jego syn Szamasz-szuma-ukin. Pozycja zajmowana przez obu braci nie była równa, gdyż Szamasz-szuma-ukin musiał podporządkować się Aszurbanipalowi i złożyć mu przysięgę wierności. Będąc władcą podległym swemu bratu nie mógł on samodzielnie decydować w sprawach wojskowych, dyplomatycznych, ani nawet w sprawach wewnętrznych w Babilonii. Przez pierwsze szesnaście lat stosunki pomiędzy braćmi pozostawały pokojowe, ale z czasem zaczęły się one pogarszać, aż w końcu nadszedł dzień, w którym Szamasz-szuma-ukin, zapewniwszy sobie obietnicę pomocy m.in. od Elamu i plemion arabskich, postanowił wypowiedzieć Aszurbanipalowi posłuszeństwo. 
Według babilońskiej Kroniki akitu rebelia Szamasz-szuma-ukina rozpoczęła się 19 dnia miesiąca țebētu (grudzień-styczeń) 652 roku p.n.e. Dalej ta sama kronika stwierdza, iż początkowo unikał on starcia z wojskami asyryjskimi, ale w końcu postanowił stawić czoło armii Aszurbanipala. Do starcia wojsk obu braci dojść miało 27 dnia miesiąca addaru (luty-marzec) 652 roku p.n.e. w okolicach miasta Hiritu:
„W miesiącu addaru, 27 dnia, armia Asyrii i armia Akkadu (tj. Babilonii) stoczyły bitwę pod Hiritu. Armia Akkadu przestała walczyć i poniosła druzgocącą porażkę”
O bitwie tej wspomina również tekst BM 32312:
„Armie Akkadu i Asyrii stoczyły [bitwę ze] sobą [... pod] Hiritu w prowincji Sippar. Armia Akkadu wycofała się (i) została pokonana”
Do czasu odczytania tekstu BM 32312 lokalizacja miejsca bitwy pozostawała nieznana, gdyż hirītu znaczy w języku akadyjskim po prostu „kanał”, „rów” czy „fosa”, a miejsc noszących tę nazwę było w Babilonii wiele. Dzięki tekstowi BM 32312 wiadomo już obecnie, że chodzi tu o „Hiritu w prowincji Sippar”, co oznacza, że bitwa musiała mieć miejsce w północnej Babilonii, w pobliżu asyryjskiej granicy.
O bitwie pod Hiritu nie ma wzmianki w królewskich rocznikach Aszurbanipala. Jedyne odnotowane tam starcie zbrojne z początkowej fazy rewolty Szamasz-szuma-ukina to bitwa pod Mangisi (starobabilońskie Mankisum?), w której armia asyryjska pokonać miała wojska elamickie przysłane przez Humban-nikasza II na pomoc Szamasz-szuma-ukinowi. Niektórzy uczeni przypuszczają, że bitwa pod Mangisi i bitwa pod Hiritu były w rzeczywistości jedną bitwą, w której armia asyryjska pokonać miała połączone siły babilońsko-elamickie
Kronika akitu i tekst BM 32312 zgodne są co do tego, że armia asyryjska odniosła w bitwie pod Hiritu zdecydowane zwycięstwo. Nie podłamało to jednak ducha Babilończyków, którzy kontynuowali walkę, odnosząc nawet pewne sukcesy (np. zdobycie miasta Kuta). Z czasem szczęście się jednak od nich odwróciło i 11 dnia miesiąca Du'ūzu (czerwiec-lipiec)  650 roku p.n.e. Babilon, stolica Babilonii, został oblężony przez Asyryjczyków. Po trwającym dwa lata oblężeniu miasto padło, a Szamasz-szuma-ukin najprawdopodobniej poniósł śmierć w płonącym pałacu królewskim.